# Naturally
"Naturally" é uma canção da banda norte-americana Selena Gomez & the Scene, gravada para seu álbum de estreia, Kiss & Tell. Composta e produzida por Antonina Armato e Tim James, com auxílio na escrita por Devrím Karaoglu. Foi lançada para download digital nas lojas Amazon e iTunes no dia 11 de dezembro de 2009, servindo como segundo e último single do disco nos Estados Unidos e outros países, e como primeiro nas lojas da Europa. Também chegou a ser distribuído um extended play (EP) contendo três remixes da faixa, além da obra original. A canção também está presente em uma versão remixada na compilação For You (2014).
Os críticos musicais apreciaram a música por sua sensação eletrônica e de balada. Musicalmente, "Naturally" é uma composição pop acelerada que baseia-se nos estilos electropop e dance-pop, tratando-se de um relacionamento que ocorre naturalmente, isto é, em que o casal não precisa forçar seus sentimentos. Na letra, a narradora feminina conta sobre a felicidade do par. Nas paradas musicais, alcançou as dez melhores posições em países como Reino Unido, Eslováquia, Hungria e Irlanda, e também as doze melhores posições em várias outras nações. O impacto da canção nas rádios fez com que ela alcançasse a 29ª posição na Billboard Hot 100 — tabela musical de singles norte-americana —, 12ª na Pop Songs e o topo na Hot Dance Club Play. Ela foi mais tarde certificada como platina nos Estados Unidos e no Canadá.
Seu vídeo musical acompanhante, dirigido por Chris Dooley, possui Gomez usando várias roupas e ostentando estilos diferetes enquanto canta em um fundo. O conjunto apresentou "Naturally" em várias ocasiões, incluindo no Dick Clark's New Year's Rockin' Eve with Ryan Seacrest e outros programas televisivos. A canção também foi incluída em todas as turnês da banda até a We Own the Night Tour.

## Antecedentes e estilo musical

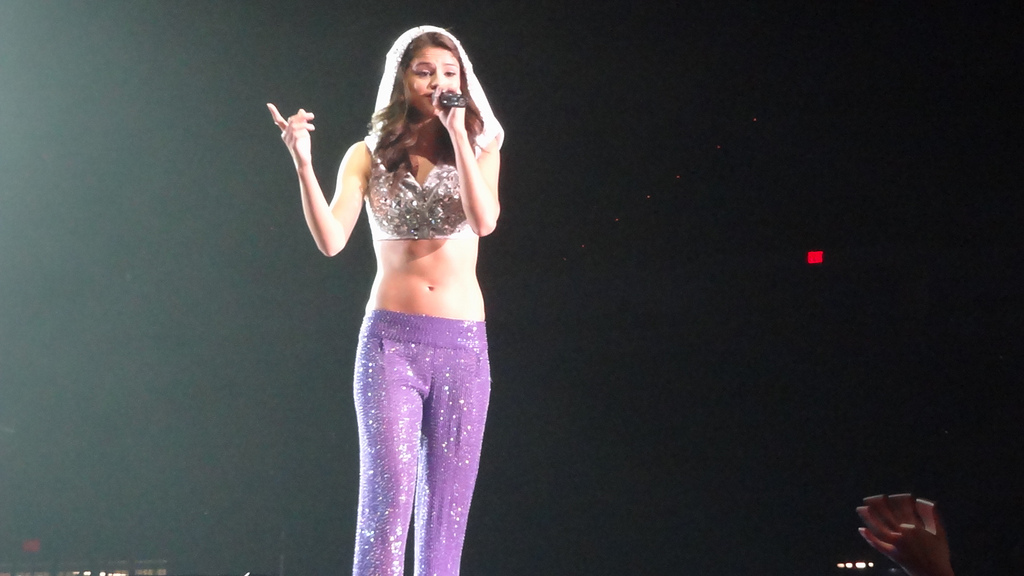
Gomez durante a We Own the Night Tour, turnê na qual "Naturally" foi incluída.

A faixa de Kiss & Tell foi composta por Antonina Armato, Tim James e Devrím Karaoglu. Não foi composta para ninguém em especial, e é sobre um relacionamento que não tem sentimentos forçados, tudo acontece naturalmente.
A canção é definida no tempo de 132 batidas por minuto e composta na chave de si bemol menor. A canção segue a progressão harmônica de si bemol menor, sol bemol e lá bemol. "Naturally" é uma canção pop que deriva dos estilos de dance-pop e electropop enquanto incorpora batidas de música disco. Gomez descreveu a canção como "energética".
De acordo com Chris Ryan, da MTV News, a canção é influenciada por Kylie Minogue. Em uma entrevista para o Digital Spy, Gomez disse que a canção "é sobre duas pessoas que têm uma ligação entre si e não precisam forçar seus sentimentos - elas simplesmente estão juntas. Eu acho que é uma boa representação do álbum porque ela é bastante 'elétrica', jovial e trata de um assunto leve". A canção também foi incluída na edição internacional do álbum A Year Without Rain.

## Recepção crítica
| Críticas profissionais | Críticas profissionais |
| Avaliações da crítica  | Avaliações da crítica  |
| Fonte                  | Avaliação              |
| ---------------------- | ---------------------- |
| Digital Spy            | [ 11 ]                 |
| Common Sense Media     | [ 12 ]                 |
| BBC Music              | [ 13 ]                 |

Nick Levine, do Digital Spy, deu quatro de cinco estrelas para a canção. Sarah-Louise James, do Daily Star, disse que "Naturally tem uma grande pitada de electro e é o melhor estilo para a canção." Mikael Wood da revista Billboard deu uma crítica positiva para a canção, dizendo que ela tem "um suculento, instantâneo e memorável gancho vocal". Jacqueline Rupp, do portal Common Sense Media, disse que a canção é "segura, mas sofre de som artificial", e a recomendou para maiores de 8 anos. A crítica foi encerrada com uma avaliação de duas estrelas. Bill Lamb do About.com selecionou "Naturally" como uma das melhores faixas em Kiss & Tell. Embora afirmando que a música é muito clichê, um escritor para Popjustice disse que a canção "parece ser uma curiosidade, quando você colocá-la juntamente com a maioria dos outros, será a saída da Hollywood Records." O portal Newsround, em sua resenha, disse que "é difícil não ficar arrastado pela batida disco, e pelo tempo que o coro entra em ação você vai estar cantando e dançando ao som da música. O single de estreia de Selena é impressionante, ele tem um som de pop rock grande, e com seu novo álbum que sai daqui a algumas semanas, estamos realmente animados para ver o que ela tem para nos oferecer." e que "Naturally" "é o single de estreia extremamente cativante de Selena Gomez". O BBC Music deu duas estrelas, em uma avaliação de cinco estrelas.

## Vídeo musical
O videoclipe da canção foi dirigido por Chris Dooley e filmado em 14 de novembro de 2009, e estreou no Disney Channel após a exibição de Phineas and Ferb Christmas Vacation em 11 de dezembro de 2009. Os efeitos especiais do vídeo foram considerados mais complexos do que do vídeo anterior, "Falling Down". O vídeo mostra a banda em fundos com estética de multiplicidade e formas geométricas. Selena usa três roupas no vídeo. Duas versões alternativas do vídeo foram lançadas para os remixes de Dave Audé e Ralphi Rosario. O vídeo já possui mais de 200 milhões de acessos no YouTube. Chris Ryan, da MTV norte-americana, disse que "Selena usa o vídeo para mostrar seu lado mais maduro". O artistdirect disse que Selena se torna "feroz e divertida" no videoclipe. O projeto ganhou o prêmio do serviço Vevo que premia os artistas que possuem pelo menos um vídeo com mais de 100 milhões de visualizações, denominado de "Vevo Certified".

## Faixas e formatos
A canção foi lançada para download digital através da Amazon.com. Também foi lançado um extended play contendo remixes da faixa no Reino Unido, através da loja do iTunes do país, além de download digital pela mesma loja nos Estados Unidos.
| Download digital |             |                             |         |  |
| N.º              | Título      | Compositor(es)              | Duração |  |
| 1.               | "Naturally" | Rock Mafia, Devrím Karaoglu | 3:07    |  |

| Extended play (EP) de remixes |                                               |                                             |         |  |
| N.º                           | Título                                        | Compositor(es)                              | Duração |  |
| 1.                            | "Naturally" (Edição para rádio - Reino Unido) | Rock Mafia, Devrím Karaoglu                 |         |  |
| 2.                            | "Naturally" (mixada por Dave Audé)            | Rock Mafia, Devrím Karaoglu, Dave Audé      |         |  |
| 3.                            | "Naturally" (remixada por Ralphi Rosario)     | Rock Mafia, Devrím Karaoglu, Ralphi Rosario |         |  |
| 4.                            | "Naturally" (remixada por Disco Fries)        | Rock Mafia, Devrím Karaoglu, Disco Fries    |         |  |

| Download digital (iTunes Store) |                                 |                             |         |  |
| N.º                             | Título                          | Compositor(es)              | Duração |  |
| 1.                              | "Naturally" (Edição para rádio) | Rock Mafia, Devrím Karaoglu | 3:05    |  |
| 2.                              | "Naturally" (Instrumental)      |                             | 3:22    |  |

## Desempenho nas tabelas musicais
Depois da sua estreia na parada da Hot Digital Songs, parada da Billboard, na 65ª posição, as vendas de natal fizeram com que o single subisse para a 34ª posição. Essas vendas digitais fizeram da canção a "Hot Shot Debut" (melhor estreia) da Billboard Hot 100 na 39ª posição, de acordo com a emissão datada em 9 de janeiro de 2010, fazendo com que, eventualmente, a canção alcançasse a 29ª colocação na Hot 100 e a 18ª na Hot 100 canadense. Na semana do dia 13 de fevereiro de 2010, devido ao impacto nas rádios, a canção estreou na 40ª colocação na Pop Songs norte-americana, e foi a Hot Shot Debut (melhor estreia) na Hot Dance Club Songs na 39ª posição; a canção também teve pico no topo da parada. A canção foi certificada com disco de platina pela Recording Industry Association of America devido a mais de 1 milhão de cópias. Em setembro de 2010, a canção havia vendido mais de 1 458 000 cópias, e em 23 de julho de 2014, a faixa tinha ultrapassado as 4 milhões de cópias somente nos Estados Unidos.
| País/Parada musical (2010)            | Melhor posição |
| ------------------------------------- | -------------- |
| Austrália - ARIA                      | 46             |
| Áustria - Ö3 Austria Top 75           | 37             |
| Bélgica - Ultratop Flanders           | 7              |
| Bélgica - Ultratop Wallonia           | 10             |
| Canadá - Canadian Hot 100             | 18             |
| Europa - European Hot 100             | 19             |
| Hungria - Single Top 10               | 4              |
| Irlanda - Irish Singles Chart         | 7              |
| Nova Zelândia - RIANZ                 | 20             |
| Escócia - The Official Charts Company | 5              |
| Eslováquia - IFPI                     | 2              |
| Espanha - PROMUSICAE                  | 36             |
| Suécia - Sverigetopplistan            | 56             |
| Suíça - Media Control AG              | 54             |
| Reino Unido - UK Singles Chart        | 7              |
| Estados Unidos - Billboard Hot 100    | 29             |
| Estados Unidos - Hot Dance Club Songs | 1              |
| Estados Unidos - Pop Songs            | 12             |

| País/Parada musical (2010)                 | Posição |
| ------------------------------------------ | ------- |
| Bélgica - Flanders Singles Chart           | 53      |
| Bélgica - Wallonia Singles Chart           | 70      |
| Canadá - Canadian Hot 100                  | 89      |
| Estados Unidos - Hot Dance/Club Play Songs | 27      |
| Estados Unidos - Billboard Hot 100         | 77      |

| País                  | Certificação (vendas necessárias) | Vendas    |
| --------------------- | --------------------------------- | --------- |
| Canadá - Music Canada | Platina                           | 80.000    |
| Estados Unidos - RIAA | 4× Platina                        | 4.000.000 |

## Créditos
- Selena Gomez - vocalista principal
- Rock Mafia e Devrím Karaoglu - composição e produção
- Tim James e Paul Pamer - mixagem

Créditos adaptados do encarte de Kiss & Tell.